# 医局
1. 医局とは医師・歯科医師の執務室、控室のことを指す。
2. ここから転じて、大学病院での診療科ごとの教授を頂点とした人事組織のことを医局と呼ぶ。日本国のみに存在する医師の私的団体。1.との区別のため、明示的に「大学医局」ともいう。本項で詳述、講座制も参照。

医局（いきょく）とは、主に大学病院等においての各「研究室」、「診療科」、「教室」ごとのグループ組織のこと。医学部の教授を中心とした講座、大学付属病院の診療科を中核とする医師の集団を指すことが多く、周辺として関連病院等の医師も含めた一大グループ組織であることが多い。法令上、予算上位置づけられた組織、仕組みではない。

## 概要
大学医学部の教員（教授、准教授、講師、助教）、医員、大学院生、研修医（インターン）、関連病院医師を主な構成員とする。医局の構成員の関連病院等への紹介・派遣、研究費の配分、医局員に対する学位取得に関する指導などを行う。医局の業務を整理するために「医局長」と呼ばれる「医局担当教員」が置かれることが多く、一般に講師または助教が務める。医局長は、臨床業務、研究業務については免除される大学が多いが、地方大学などでは人員不足のため、臨床業務、研究業務、教育業務も兼任しながら務めることも少なくない。医局業務、つまり、医師派遣業を本質としてもつ医局運営に従事するが、内容は派遣業務以外にも多岐にわたり、関連病院の責任者や医局員の苦情のはけ口となるような場面も多い。多彩な能力が必要な上にストレスの多い業務であるが、医局長業務に対する報酬はないことがほとんどである。医局の事務に従事するために「医局秘書」が置かれることが多い。
医科大学・歯科大学附属病院では、各診療科の医師・歯科医師の人事については大学病院ではなく各医局の長である教授が実質的人事権を持つことが多い。なお、附属病院における医局と学部における講座は実質的に同一である（医局講座制）ことを考えれば、各講座の医師・歯科医師の人事については大学ではなく各講座の長である教授が実質的人事権を持つことが多いと読み替えることができる。

### 医局を構成する医局員
ここでは、医師の免許を受けている者だけに限定した。
大学病院に属する医局員
- 教授
  - 主任教授
  - 教授
  - 特任教授
  - 客員教授
  - 診療教授
  - 研究教授
  - 教育教授
  - 病院（院内）教授（院内だけの取り決めによりこの地位を設定する、以下同）
- 准教授（助教授）
  - 准教授
  - 特任准教授
  - 客員准教授
  - 病院（院内）准教授
- 講師
  - 講師
  - 特任講師
  - （兼任講師）
  - 病院（院内）講師
- 助教
  - 助教
  - 特任助教
  - 病院（院内）助教
- 一般的な大学内・大学病院内の医局員
  - 常勤医（助手の職位を持つ者）
  - 常勤医
  - 非常勤医（給与が時給または日給で計算される者）
- 大学院生（博士課程生）
- 専門研修医
  - 後期専門研修医（近年、医局制度を嫌う若い世代のため、いわゆる「入局」をせずとも大学での「研修」を行うプログラムを組むシステムが組まれつつあり、これを実行している臨床科の若年人員に対する訴求力が増している。以下、同）
  - 初期専門研修医
- 臨床研修医（一般的に医師の免許を受けたばかりの者）

関連市中病院に属する医局員
- 院長
- 副院長
- 各科主任部長
- 各科部長
- 各科医長
- 各科医員
- 各科研修医

## 関連病院への医師の派遣
学外にある病院から医師の派遣の要請を受けて、医局に属する医師にその病院を紹介・斡旋し就労や研修に関与することは医局の重要な機能の一つである。単なる職業紹介にとどまらず、医局の所属する医師に対する強い支配力を背景にして、医師を学外の病院に就労させるものであった。そのため医局と所属医師の間には雇用関係はないにもかかわらず、この就労への関与・支配は医局による医師の「派遣」、「人事」などと表現されてきた。医師の派遣を受けた病院はその医局の「関連病院」と呼ばれる。関連病院は診療科ごとに医師・歯科医師の人材の供給を大学に依存している。医局による人事では、全てが病院と直接関係ない地元の医学部教授に一任され、時には採用される医師の意向さえ無視し教授の独断で就職させられることもあり、問題となってきた。
県立医科大学医局の推薦を受けて奈良県の公立病院に勤務していた医局員が医局を辞めようとしたところ、医局が医局員の町立病院辞職を含む「人事異動」を書面で病院に通知し、病院もこれを受けて本人の退職願が無いにも関わらず辞職承認処分を行ない、元医局員が処分取り消しを求めて町を相手に訴訟を起こした事例もある（榛原町立榛原総合病院事件）。医局長は「人事異動」通知にあたって病院を辞職するよう医局員に申し入れていたが医局員は拒否していた。奈良地裁は医局の「人事異動」について、医局が病院に医局員を推薦し、それに基づき医局員が病院と雇用契約を締結したり採用されたりする慣例に過ぎないとし、辞職の申し出を欠くことを理由に辞職承認処分を取り消す判決を下した。
自治体の設置する公立病院であっても関連病院となるが、一般の公務員と同様に公に求人を行い学歴に関係なく実績や能力のあるものが採用されるべきであるという考えから問題視する声もある。
保険医療制度の元では、医師の経験や技量を問わず、同じ医療行為に対して同一の対価が支払われる仕組みになっている。従って、経験が浅く、賃金も安い医師を雇用した方が病院としては経営上有利である。また、雇用した医師が経験や技量を取得し、高い賃金を要するようになると、新たに若い医師と入れ替えた方が経営上有利である。医局はこのような病院側の事情をくみ入れ、必要に応じて医師を転属させる。こうして病院は人件費を一定に抑え、経営を安定させようと図る。医師の派遣を受けた関連病院は研究費を提供するなどして教授の研究業績に寄与し、有名教授の下にはさらに入局者が集まるという図式であった。
派遣される医師は、病院を点々と転属しながら経験を積んで、理想的には自分の技量レベルを最も求めている病院へと赴く。しかし、現実にはすべての病院が理想的な職場環境ではなく、医局人事は（理想的には）低待遇の病院を出来るだけ多くの医師の間に割り振って、特定の医師が低待遇の病院で長期搾取されることを防止する役目もある。さらに、高度な医療技術を学べる施設に派遣された医師は、その後医局に対する「お礼奉公」と称して、しばらく低賃金で僻地の診療所などへ派遣される習わしがあった。このことによって（理想的には）医局は医療過疎地を保護する役目も果たしていた。
研修医は、 卒業後、卒業大学、または他の大学の医局に入局する義務はないが、多くの場合、どこかの医局に属する。知識・技術を向上させる上で医局での教育システムが 重要であることと、後期研修のできる職場を自分で探すのは大変だからである。近年では医師不足の傾向があり就職は大きな問題点とはならなくなりつつある。医局の絶対的なヒエラルキー、教授の独裁制を支えてきた大きな柱は、究極的には「博士号・ティーテル・title」であった。医局員は医局が敷いたレールの上を、唯々諾々と歩み続けていれば、教授から嫌われない限り、いつの日か、「医学博士」を頂戴できたので、いかなる無理難題にも耐え続けてきたのである（医師の七割は医学博士なので、博士号を持っていないと、一生涯、コンプレックスに悩むことが多い）。
学閥を中心に勤務医師たちが徒党を組み、その団体に所属するものを同じ村人、属さないものをよそ者として認識する性向をもつ。これは、医局という（闇の）人材派遣会社に属するか属していないかという観点から考えれば、当然の帰結である。  
医師の労働市場の自由化を阻み、自由意志による職場選択を妨げ、その流動性を硬直化させる働きをもつ。いわゆる医師不足は、大学医局が、大学病院以外の総合病院、市中病院で勤務していた医局員とよばれる医局に所属するメンバー医師を、強制的にその病院から退職させて大学病院に異動させたことにより、顕在化したという指摘がある。また、医師不足に悩む総合病院に医局に属さない医師が自発的に自由に就職することは困難であり、それを試みようとすれば、まず同病院を支配している大学医局のメンバーになることを強要されることから（つまり、その医師が医局員でなければ、その給与の天引きはできない）、これを嫌う医師の募集が進まず、医局は医師不足解決の足かせにもなりうる。  
医局に属している限り、医局メンバー勤務医には同医局からの庇護がある（医局員は、医局に上納金をもたらす原資である）。医局員の行動が順法範囲にあるかぎり、反社会的言動、行動も許され、その生活が守られる仕組みがある。ただし、医局組織から脱会を試みると、同医局から制裁措置を受けることがある（上納金を失うことを嫌う）。結果、医局に属する勤務医の精神構造を半永久的に学生レベルに留め、社会化、成人化することを阻む作用をもつ。  
大学病院以外の市中病院で勤務を命じられている同大学医局メンバー勤務医は、現在当該勤務病院を1年ないし数年で去ることになっている（医局員が病院を変える度に大きなお金が動く）。したがって、勤務病院を一時的腰掛病院とみなさざるをえず、結果、同勤務医の当該病院での勤務態度、素行に少なからず影響を与えうる。  
医局に属するためには、医局費および同門会費の二重会費を医局に納め続けなければならない。これを怠ると医局内規を破ることになり、制裁措置が発令されうる。また、学会主催、来賓接待などの名目で、臨時医局協賛費が各医局員から徴収されることが多い。これら集められたお金は、大学医局幹部の自由裁量で医局活動費の原資となる。大学病院以外の市中病院で勤務する医局メンバー医師にとっては多くの恩恵は期待できない。
たとえて言えば、医局は芸能事務所、医局員医師はその事務所に属する芸能人、各関連病院は各テレビ局の番組、といった関係に比喩しうる。総じて医局員医師の給与は高いものとは言えない。

### 医局に対する報酬
医師の派遣を受けた関連病院は、研究費を大学医局に寄付することで実質的な見返り・報酬を支払う事例が多く見られた。
また、民間の人材紹介会社からの医師紹介に対しては、紹介を受けた病院は、その医師の受け取ることになる年収の20%を紹介会社に支払わなければならないため、大学医局へ寄付金を支払うほうが「安上がり」という打算的判断も働くことがある。しかし、一度、「大学医局」から医師派遣を受けると、医師が交代するたびに、寄付金を支払うことになり、長期的には、大学医局の研究費財源として翻弄される結果となりやすい。
国公立病院、自治体病院、公的病院に比し、民間病院からの上納金は障害少なく容易に支払われまた比較的高額であるため、医局員は民間病院に出されることも多い。
大学医局は、多くの場合、この上納金について国家機関に申告しておらず、したがってこれに発生するところの国税を支払っていないといわれているが、税務上は次の例外等を除き適正に処理されており、申告漏れを指摘された事例として、昭和大学が医師派遣を当局国税局に収益事業の「斡旋業」とみなされ、関連病院から受けた寄付金について2008年3月期までの5年間で約4億6000万円の申告漏れを指摘されたものがある。昭和大学は指摘を受けて修正申告を行った。東京国税局は5年間に約120の医療機関から受けた約6億円については、医師派遣の見返りだったと判断した。
各関連病院からの大学医局への上納金が、目に余る悪質な経路、経緯を経ている場合のみ、「特捜」の捜査対象となってきた。これにおいて、大学教授逮捕のニュースが、散見される。

### 職業安定法との関係
医局による関連病院への医師の紹介や派遣と職業安定法との関係については、厚生労働省職業安定局が2002年（平成14年）10月に都道府県労働局長あて発出した通達「いわゆる「医局による医師の派遣」と職業安定法との関係について（職発第1004004号、平成14年10月4日）」において総合的な見解を示している。個別具体の事実関係等に即した総合的な判断が必要という留保をつけて、職業紹介事業や労働者供給事業に該当するか否かの判断基準を示したものである。通達は医局による大学病院勤務医（元職も含む）、研修医及び大学院修了生のいずれの場合も医局長等の指示・命令で関連病院に就職することは、支配従属関係の下で就職先のあっせんを行ったとみなされる疑いが強く労働者供給にあたる恐れがあるとしている。また、それらを反復継続的に遂行している場合には、職業安定法上禁止されている労働者供給事業に該当する恐れがあり、是正指導等を行う。ただし、研修医に各大学で策定されている研修プログラムに基づき、研修先として関連病院を紹介している場合には、職業能力開発の一環として行われているものとして、通常は業として行われていると判断されず、労働者供給事業には該当しない。

### 近年の影響力低下
教授を頂点とする医局のシステムは診療科の診療方針全般及び上記のように関連病院の人事について決定権を持つため、治療薬の選択、医療機器の導入、各医学部による関連病院の実質的な支配など大きな利権が生じる余地があること、医局ごとに独立性が強い一方で他の医局との連携が悪かったために「隣の医局は外国よりも遠い」と表現されており、長年批判の対象となってきた。しかし、2004年の新研修医制度導入などの厚生労働省の政策により、近年の医局の影響力低下は著しい。以前ならば大学の医局に入局した卒後医師の多くが、都市部の大病院での研修を希望した結果、医局に入局する医師の数は激減している。このため医局の指導力と絶対的人事権が崩れ、恵まれない環境でも医師が出向せざるを得ない、との状況は過去のものとなった。その結果、大学病院自体の人手が不足し、さらに地方の関連病院や過疎地の診療施設へ赴任する医師が激減している。特に地方の医大において、こういった傾向は著しい。
一連の厚生労働省の施策は、いままでの悪しき習慣としての医局を破壊し、権力を削ぐという点では一定の成果を挙げたものの、地方の基幹病院の統廃合とレベルアップの方策がないままに、医局による医師派遣を必要としてきた地域医療の崩壊をもたらしているとして、功罪半ばと言える。そのため、院長になる資格として、僻地医療を経験した者とする制限を設けようという動きもある。
近年、私立病院だけでなく、国公立病院・公的病院も「公募」により人員を募集する事例が増している。元来は、「医局」から人員派遣を依頼して、その医療が成立していた。しかし、最近は、その経営手腕・能力が実際に問われる局面が増加している。また、経営安定化のため、国公立病院・公的病院に経営専門の「院長」である「病院事業管理者」というポストを設立する動きが強まっている。

## 医局の不設置・廃止

### 概要
元々、伝統的な医局制度を設けていなかったのは、筑波大学附属病院である。
弘前大学医学部のように不祥事が看過され続けてきたため公に「医局を廃止する」と宣言する大学が現れる一方、医局のWebを掲載して大学病院における情報公開と連動して医局員の募集を行っている医局も多い。
大学病院の医師にかかわらず一般の医師でも、大学病院の医局の存在自体を積極的あるいは消極的に肯定する者も多い。医療崩壊が叫ばれる中、医局に代わる合理的な人事システムが依然見えてこないことが大きな理由であるといわれている。弘前大学医学部でもこうした一長一短を踏まえた上で、近年は医局に近い制度を構築しつつある。

### 筑波大学附属病院の事例
国立大学とその附属病院でありながら、こうした伝統的な医局制度を当初から持たなかった存在として筑波大学附属病院がある。筑波大学の「学士課程」においては、教員と学生がともに所属する「学部」が置かれず、学生が所属する「学群・学類」と、教員が所属する「学系」の2つの組織をもって、教育研究上の基本となる組織としている。
「学群・学類、学系の制度」の趣旨に則り、旧来、学部に置かれるものとされてきた「講座」または「学科目」は置かれず、また医局も「講座」「学科目」の延長にあるものと考えられて置かれなかった。そのため、独特の研修医制度を持っている。長所としては、専門診療科以外の病棟での研修も行われていたことであるが、短所としては、複雑な機構の中で、教育および研究と附属病院との連携が薄れてしまったことである。
2000年代から生じた大きな問題として、医師免許を有していない学生の教育が大学の付属病院だけで行い得なくなったことがあげられる。そのため、教授をはじめとする大学教員が、茨城県内の地域医療支援病院などに学生の研修を願い出ている。

## 関連文献
- 猪飼周平　「医局制度の形成とその変容」『病院の世紀の理論』（第８章）、有斐閣、2010、pp.271-300。